# Nellia simplex
Nellia simplex är en mossdjursart som beskrevs av Busk 1852. Nellia simplex ingår i släktet Nellia och familjen Quadricellariidae. Inga underarter finns listade i Catalogue of Life.